# Ciao ciao/Maschio
Ciao ciao/Maschio è un singolo di Heather Parisi, pubblicato nel 1984.
Scritto da Alberto Testa, Silvio Testi e Franco Miseria, il brano è il primo singolo della show girl pensato per il mercato tedesco.. Il disco si posizionò all'ottavo posto dei singoli più venduti in Germania..
Il lato B del disco contiene Maschio, un brano scritto da Art De Rosa, Daniele Cestana, Franco Miseria e Silvio Testi, precedentemente inserito nell'LP Ginnastica fantastica..

## Tracce
Lato A
1. Ciao ciao – 3:36 (Alberto Testa-Franco Miseria-Silvio Testi)

Durata totale: 3:36
Lato B
1. Maschio – 3:31 (Art De Rosa-Daniele Cestana-Franco Miseria-Silvio Testi)

Durata totale: 3:31